# Drets dels pobles indígenes
Els drets dels pobles indígenes són aquells drets col·lectius que reconeixen la condició específica dels pobles indígenes. Els mateix inclouen no solament els drets humans més bàsics a la vida i integritat, sinó també els drets sobre el seu territori, l'idioma, la cultura, la religió i altres elements que formen part de la seva identitat com a poble. El terme pot ser utilitzat com una expressió de reclam per les organitzacions socials o ser part de lleis nacionals que estableixen la relació entre un govern i el dret d'autodeterminació dels pobles autòctons que viuen dins les seves fronteres o, en dret internacional, com una protecció contra accions d'il·legalitat per part de governs o de grups amb interessos privats.

## Definició i antecedents històrics
Els drets dels pobles indígenes són aquells que pertanyen als pobladors originaris d'un territori que ha estat envaït i colonitzat per forasters. Es pot tractar d'una part de les disputes de pobles indígenes en concret però, en general, pot ser entès com una qüestió relacionada amb el colonialisme. Els pobles indígenes es parla de les societats pre-colonials que s'enfronten a un teatre específic sobre aquest fenomen de l'ocupació, i la relació que tenen aquestes societats amb les potències colonials. La definició exacta de qui són els pobles indígenes, i el consegüent estat dels titulars de drets, és variable. Es considera tant que és dolenta per ser massa àmplia, com per ser massa concreta. En el context dels actuals pobles indígenes en relació als poders colonials europeus, el reconeixement dels drets indígenes es remunta, almenys, fins al Renaixement. Juntament amb la justificació del colonialisme amb un propòsit més elevat, tant per als colons com per als colonitzats, algunes veus van expressar la seva preocupació per la forma en què els pobles indígenes eren tractats i l'efecte que tenien sobre la seva societat.
La qüestió dels drets dels indígenes s'associa també amb altres nivells de la lluita humana. A causa de l'estreta relació entre la situació dels pobles indígenes culturals i econòmiques i els seus valors ambientals, les qüestions de drets indígenes es vinculen amb la preocupació pel dany ambiental, el canvi climàtic i el desenvolupament sostenible. Segons els científics i organitzacions ambientalistes com la Fundació Selva, la lluita dels pobles indígenes és fonamental per resoldre el problema de la reducció d'emissions de carboni, i enfrontar les amenaces a la diversitat cultural i a la biodiversitat.

## Representació
Els drets, reivindicacions i fins i tot la identitat dels pobles indígenes són compresos, reconeguts i respectats de manera molt diferent segons els governs. Diverses organitzacions amb característiques diferents, d'una o altra manera, promouen les aspiracions indígenes i els pobles indígenes sovint s'han unit per formar organitzacions pròpies que busquen promoure en conjunt els seus interessos comuns. La major representativitat ha estat aconseguida per les organitzacions que agrupen les comunitats i les seves institucions i autoritats pròpies.
Entre les organitzacions indígenes es poden citar, entre moltes altres, la Confederación de Nacionalidades Indígenas del Ecuador (CONAIE) i el Consell sami que articula comunitats de Noruega, Suècia, Finlàndia i Rússia.

### Organitzacions Internacionals
Hi ha diverses organitzacions no governamentals, com ara Survival International, que tenen com a objectiu central defensar els drets indígenes. S'ocupen de qüestions relacionades amb drets sobre la terra, la preservació de la cultura i tracten d'aturar les diferents formes de persecució i abús contra els indígenes. Aquestes organitzacions subratllen que els problemes que enfronten els pobles indígenes no es troben en qualsevol deficiència en la seva cultura o forma de viure, sinó en la manca de reconeixement que tenen del dret a viure en la forma que triïn, i que estan units al territori on viuen. Consideren que la seva missió és ajudar-los a defensar el dret a decidir el seu futur, sense que les societats "occidentals" els imposin els seus criteris de "desenvolupament" i les seves prioritats. Aquestes organitzacions subratllen que les cultures indígenes han provat que poden viure per si mateixes en una forma sostenible i l'arrel dels seus problemes actuals és una ingerència en la seva forma de vida, en nom del consumisme colonitzador que esgota els recursos naturals.

### Nacions Unides
Els pobles indígenes del món van estar representats i els seus assumptes van estar presents per primera vegada a les Nacions unides en el Grup de Treball sobre Poblacions Indígenes (WGIP). A l'abril del 2000, la Comissió de Drets Humans de les Nacions Unides va adoptar una resolució per a l'establiment del Fòrum Permanent sobre Assumptes Indígenes (PFII) com a cos assessor del Consell Econòmic i Social, amb el mandat d'examinar qüestions indígenes.
A finals de desembre del 2004, l'Assemblea General de les Nacions Unides va proclamar la Segona Dècada Internacional dels Pobles Indígenes del Món, del 2005 al 2014. El principal objectiu d'aquesta dècada va ser la d'enfortir la cooperació internacional al voltant de la resolució dels problemes que afecten els pobles indígenes en àmbits com la cultura, l'educació, la salut, els drets humans, el medi ambient, i desenvolupament social i econòmic.
El 13 de setembre del 2007, després d'un procés de preparació, debats i negociacions que es remuntava fins al 1982, l'Assemblea General va adoptar la Declaració de les Nacions Unides sobre els drets dels pobles indígenes. La declaració, no vinculant, estableix els drets individuals i col·lectius dels pobles indígenes, així com els drets a la identitat, cultura, idioma, ocupació, salut, educació i altres qüestions. Quatre nacions que tenen una quantitat important de població indígena van votar en contra de la declaració: Estats Units, Canadà, Nova Zelanda i Austràlia. Onze nacions es van abstenir: Azerbaidjan, Bangladesh, Bhutan, Burundi, Colòmbia, Geòrgia, Kenya, Nigèria, Rússia, Samoa i Ucraïna. Trenta-quatre nacions no van votar i la resta de les 143 nacions van votar a favor.

### Conveni 169 de l'OIT
El Conveni 169 de l'Organització Internacional del Treball relativa a les qüestions indígenes va ser aprovat el 1989. Fins ara 22 països l'han ratificat i adoptat: Argentina, Bolívia, Brasil, República Centreafricana, Xile, Colòmbia, Costa Rica, Dinamarca, Dominica, Equador, Espanya, Fiji, Guatemala, Països Baixos, Hondures, Mèxic, Nepal, Nicaragua, Noruega, Paraguai, Perú i Veneçuela. Reconeix els drets a la propietat de la terra, la igualtat i la llibertat i l'autonomia en les decisions sobre els assumptes dels pobles indígenes i estableix la consulta prèvia de qualsevol mesura administrativa o legislativa que els afecti directament i de l'explotació de recursos naturals en el seu territori.

### Organització d'Estats Americans
El 1989 l'Assemblea General de l'Organització dels Estats Americans (OEA) va demanar a la seva Comissió d'Afers Jurídics i Polítics, elaborar una proposta de Declaració americana sobre els drets dels pobles indígenes i aquesta al seu torn va encarregar a al seu torn a la Comissió Interamericana de Drets Humans i l'Institut Interamericà de Drets Humans, els quals després de consultar amb alguns representants dels pobles i organitzacions indígenes, van lliurar el 1997 la proposta per a la discussió, i des del 2000 es va crear un grup de treball per a garantir la participació i la representativitat indígenes en el procés. Des de 2001, els estats que conformen l'OEA han debatut els esborranys de la proposta.